# Centquatre-Paris
Pour 104, voir 104 (nombre)
Le Centquatre est un établissement public de coopération culturelle parisien, ouvert depuis le 11 octobre 2008 sur le site de l'ancien Service municipal des pompes funèbres, au 104 rue d'Aubervilliers, dans le 19e arrondissement de Paris.

## Histoire du bâtiment
En 1870, l'archevêché de Paris, responsable des inhumations pour la ville, installe un service de pompes funèbres sur le lieu-dit des Petits Noyers. Il commande la construction d'un nouveau bâtiment sur ce site, une parcelle de 26 000 m2, le long des voies ferrées de la gare de Paris-Est, entre la rue des Vertus (actuelle rue d'Aubervilliers) et la rue Curial, à la place des anciens abattoirs de Villette-Popincourt.
En 1874, après deux ans de travaux, le nouveau bâtiment des pompes funèbres de Paris est inauguré au 104 de l’ancienne rue des Vertus (actuelle rue d'Aubervilliers). Il est l'œuvre des architectes Édouard Delebarre Debay et Godon, sous la direction de Victor Baltard, architecte de la ville de Paris. Ils ont conçu un bâtiment dans le style de l’architecture industrielle à l'époque, similaire à celui des grandes gares et des halls d'expositions universelles, en utilisant largement le verre, la brique ainsi que des structures de fonte et de fer. Le bâtiment occupe une superficie équivalente à celle de la place de la République, est composé de deux grandes halles dotées de verrières, de quais de déchargement, de cours anglaises, d'écuries et de caves, s'étendant sur plus de 270 mètres de long.
Le bâtiment comprend les façades et toitures donnant sur les rues d'Aubervilliers et Curial ainsi que les halles avec leurs cours. Il est inscrit au titre des monuments historiques par arrêté du 21 janvier 1997. Il possède une forte charge symbolique. Sa théâtralité se manifeste par une alternance de petites cours et de longues halles suivant un axe visuel qui traversait autrefois la parcelle d’une extrémité à l’autre. Le caractère fermé des façades sur les rues Curial et d’Aubervilliers renforce l'impression, une fois à l’intérieur du lieu, que l'extérieur s’efface.
Le maire de Paris, Bertrand Delanoë, a décidé de protéger et de réhabiliter l’ensemble architectural du 104 rue d’Aubervilliers en l’inscrivant dans une démarche de renouvellement urbain tout en conservant sa dimension mémorielle. En leur laissant carte blanche, la municipalité a demandé à deux historiens de la Sorbonne d'écrire une histoire du site.

## Activités successives

### Pompes funèbres
Pendant plus de 120 ans, le bâtiment servit à l'activité des pompes funèbres de Paris. Plus de mille personnes y travaillaient, organisant 150 convois mortuaires quotidiens. La première halle, rue d'Aubervilliers, était dédiée à la préparation des cercueils et à la réalisation des catafalques. La seconde halle, rue de Curial, abritait 80 corbillards et une centaine de chars au rez-de-chaussée, ainsi que 18 écuries en sous-sol pour 300 chevaux. On y trouvait également la réserve de cercueils, totalisant plus de 6000 unités, des greniers à fourrage et un réservoir de 50 000 litres d'eau.

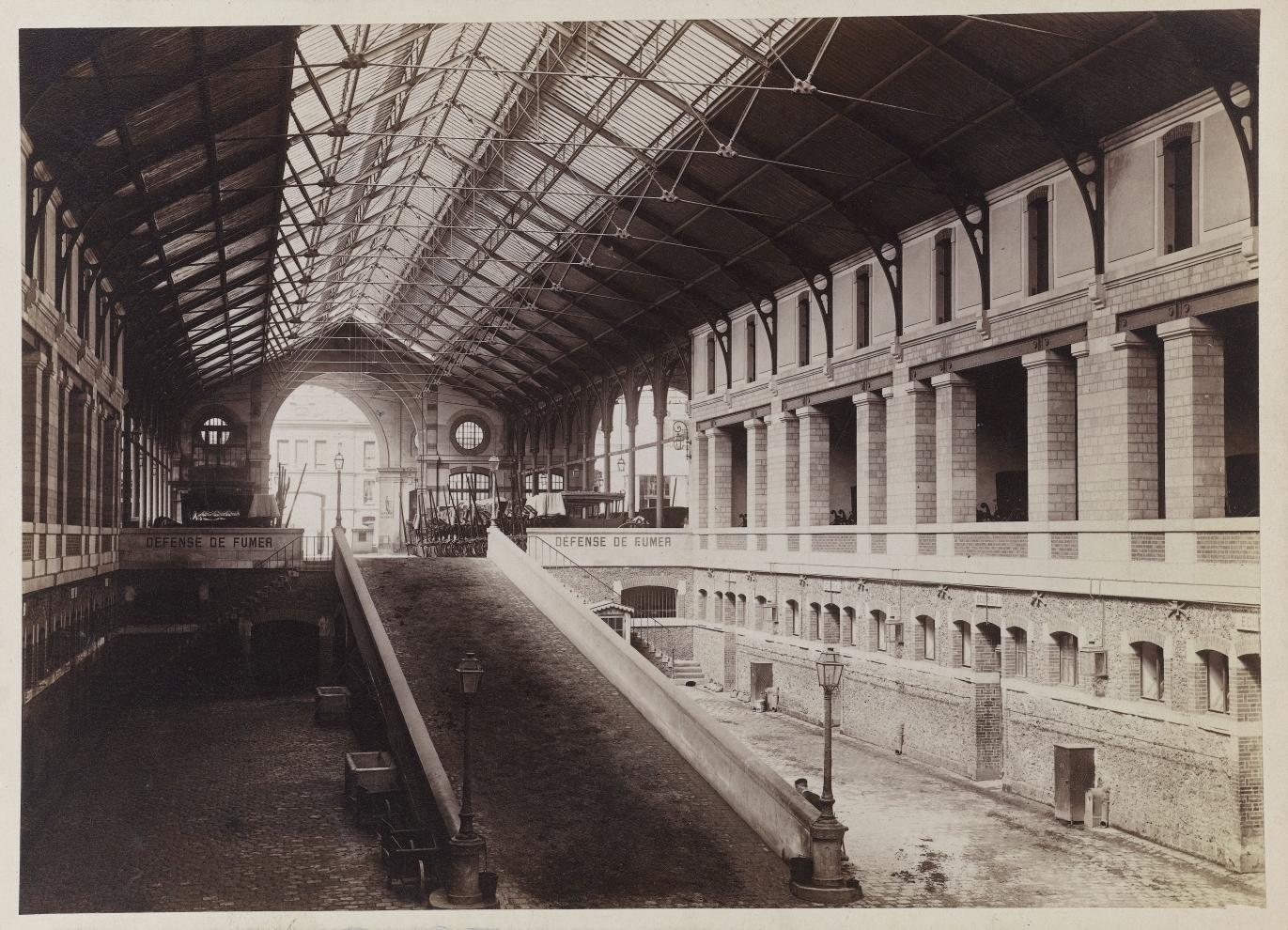
Vue intérieure de la halle centrale, côté rue Curial

Les halles abritaient également une douzaine de magasins proposant toutes sortes d'ornements funéraires ainsi que des ateliers de menuiserie, de tapisserie, de peinture ou d'armoirie. Jusqu'au début des années 1980, les pompes funèbres installaient un catafalque à l'entrée des immeubles où venait de mourir une personne.
En 1905, après la séparation des Églises et de l'État, les pompes funèbres deviennent municipales.
Au cours du XXe siècle, le bâtiment atteint son activité maximale. 1400 personnes y travaillent, dont une quarantaine de femmes.
Après la Seconde Guerre mondiale, les pompes funèbres se motorisent. La halle Curial devient un immense garage, accueille 150 fourgonnettes et 92 berlines, toutes des corbillards, avec ses ateliers et ses mécaniciens.
Le bâtiment n'avait pas de morgue et ne servait pas à l'accueil des corps des défunts, à l'exception des périodes de guerre. En effet, pendant la Seconde Guerre mondiale, la guerre d'Indochine et la guerre d'Algérie, à la demande des pouvoirs publics, le bâtiment accueille les corps rapatriés pour être présentés aux familles.
En mai 1968, les pompes funèbres ne firent pas grève mais fonctionnèrent en autogestion pendant un mois.
Après la fin du monopole municipal en 1993, l'activité a décliné, et disparaît en 1997.

### Le Centquatre, une reconversion artistique
En 2003, après avoir lancé une procédure de marchés de définition simultanés, mettant en concurrence trois agences d’architecture, la Ville de Paris confie la maîtrise d’œuvre des travaux de réhabilitation aux architectes Marc Iseppi et Jacques Pajot (Atelier Novembre). Leur proposition est jugée comme respectant le mieux l’authenticité du site. Le projet est soutenu par Christophe Girard, adjoint au maire de Paris chargé de la culture.
Le Centquatre est inauguré le samedi 11 octobre 2008.
Descriptif
Sur 39 000 m2 de planchers, le Centquatre dispose de seize plateaux de fabrication artistique de tailles variables et d'équipements modulables. Chaque année, trente à trente-cinq projets artistiques sont accueillis pour des résidences temporaires, d'une durée de un à douze mois. Des espaces mutualisés (bureaux de production, vestiaires, stockage, salles de formation…) ainsi que des régies techniques complètent l’accompagnement de la création artistique[réf. souhaitée].
Deux salles de diffusion de 200 et 400 places sont situées au cœur du bâtiment. Au sous-sol, les anciennes écuries ont été rénovées pour accueillir des manifestations telles que des salons, des expositions, des événements d’entreprise ou des défilés de mode[réf. souhaitée].

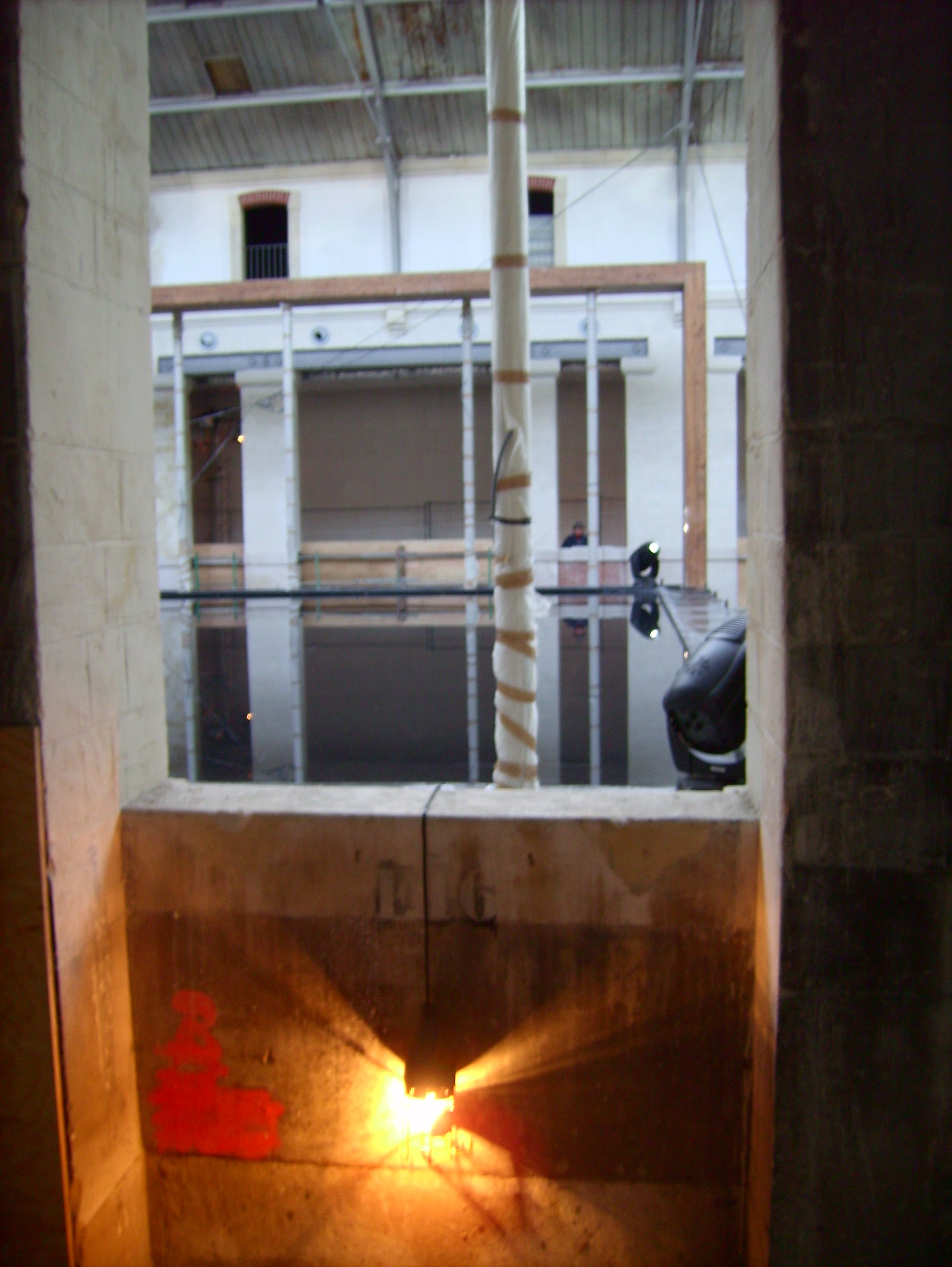
Journées portes ouvertes du chantier, le 29 décembre 2007.

Le Centquatre s’étend sur une parcelle de 15 848 m2. Sa surface totale est de 39 000 m2, comprenant 7 300 m2 de parkings et 4 500 m2 de traversée centrale, ce qui représente 25 000 m2 de surfaces exploitables.

## Statut et missions officiels actuels

### Statuts et administration
Le Centquatre-Paris est statutairement un établissement public à caractère industriel et commercial de coopération culturelle, connu officiellement sous le nom du 104 ou Le CENTQUATRE-PARIS. Les deux directeurs, Robert Cantarella et Frédéric Fisbach, ont été nommés en 2005 par le maire de Paris, Bertrand Delanoë. Leur mandat arrivant à expiration au printemps 2010, une nouvelle direction est mise en place à la suite d'un appel d'offres public. Le 9 juin 2010, José-Manuel Gonçalvès est nommé directeur du CentQuatre et est choisi pour un nouveau mandat en juillet 2018.

### Missions
Tous les arts pour chacun
Le projet consiste à inviter des artistes de toutes disciplines à produire des œuvres en ouvrant régulièrement au public les portes de leurs ateliers, afin de montrer le cheminement de l'art.
Un réseau national et international

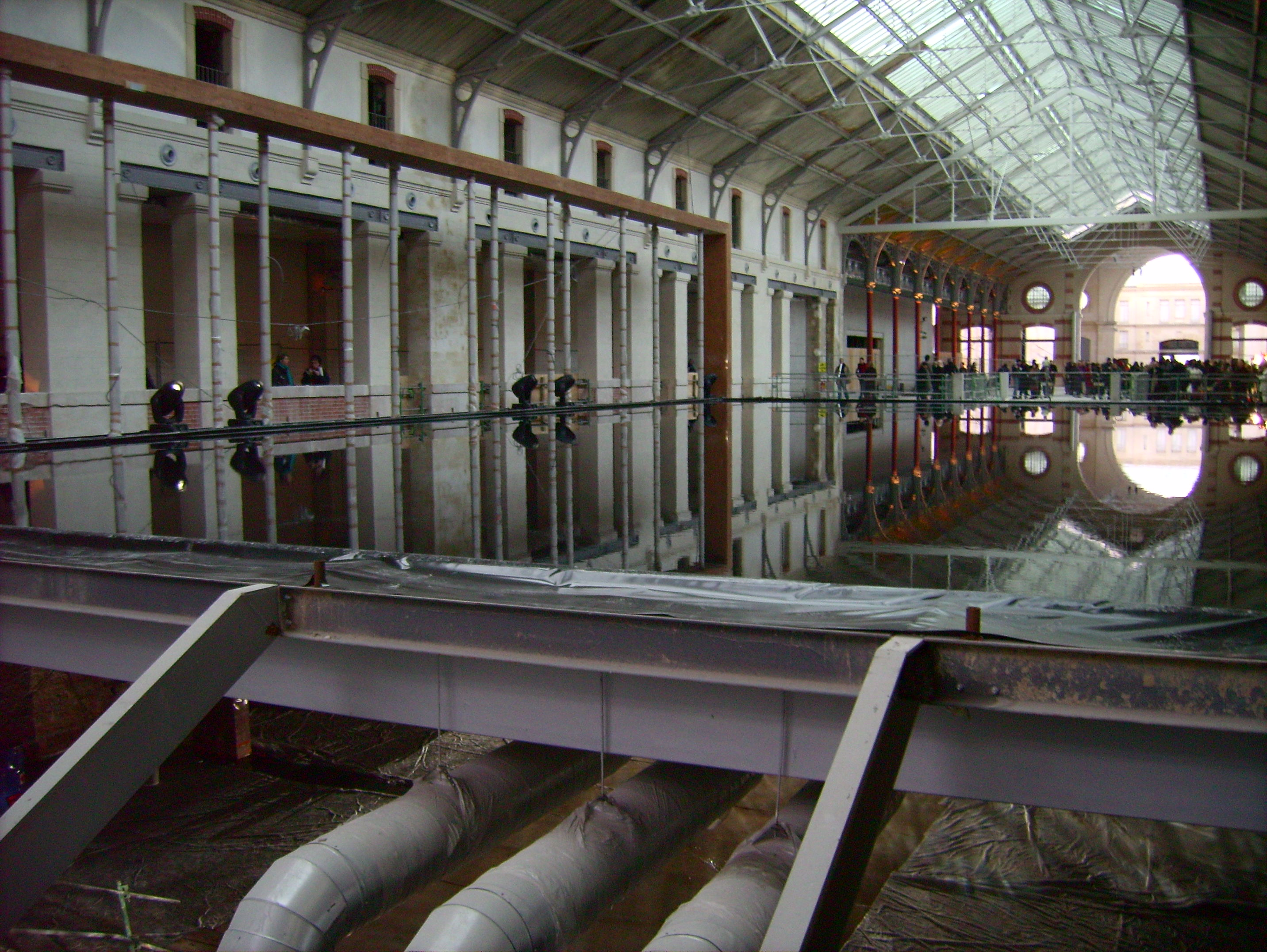
Journées portes ouvertes du chantier, le 29 décembre 2007.

Le Centquatre s'inscrit dans un réseau de lieux d’art européens partageant les mêmes objectifs. Ces nouveaux sites d’art s’attachent à repenser la place de l’artiste dans la société, les conditions de production et les modes d’accès à l’art.
Le Centquatre accueille régulièrement plusieurs manifestations artistiques, notamment :
- L'exposition Jeune création depuis 2009;
- Les diplômés avec félicitations du jury de l'École nationale supérieure des beaux-arts;
- Nuit blanche;
- Le Festival d'Automne;
- Des représentations du Théâtre de la Ville;
- La Cabeza, sculpture monumentale de Niki de Saint Phalle;
- L'exposition Circulations, le festival de la jeune photographie européenne;
- Le festival Impatience, le festival du théâtre émergent;
- depuis 2010, le festival puis la biennale internationale des Arts Numériques Némo

Le projet économique
Un restaurant et un café contribuent à la convivialité de l'équipement, et des commerces de proximité s'installeront prochainement. Il est prévu que des entreprises utilisent le 104 pour y organiser des congrès, salons, événements, et y présenter de nouveaux produits.
Le projet social & action territoriale
Associé à la réhabilitation du quartier (notamment l'ouverture des Jardins d'Éole), l'implantation d'un équipement culturel au rayonnement international apporte une plus-value aux habitants du quartier, tout en visant à maintenir une mixité sociale.

## Fonctionnement, budget et polémiques de la première direction
Deux ans après son ouverture, en dépit d'une importante subvention de 8 millions d'euros par an, sur un budget total de 12 millions de la part de la Ville de Paris, le Centquatre n'a pas su trouver son public,,. Télérama dénonce une « vision naïve et coûteuse de la culture » et un « anti-musée » qui n'était « qu'une chimère ». Les Inrocks constatent l'échec de l'ambition initiale de désenclaver le quartier, notant le vide de l'établissement, « sans vraiment de public et sans lien avec le quartier ».
L'arrivée de José-Manuel Gonçalvès à la direction du Centquatre en juin 2010 semble avoir impulsé une nouvelle dynamique.